# Pohár hraběte de Lannoy
Pohár hraběte de Lannoy (Coupe du Comte de Lannoy) byl turnaj v ledním hokeji, který se konal od 18. do 19. března 1910. Turnaje se zúčastnila čtyři mužstva, která se utkala vyřazovacím systémem.

## Výsledky

### Semifinále
Club des Patineurs de Paris -  Prince's Club kontumačně
18. března 1910 - Brusel

 Brussels Ice Hockey Club -  Berliner Schlittschuh Club 7:1 (3:0, 4:1)
18. března 1910 (22:00) - Brusel

Branky: 1.pol. Coupez 2, C. van der Straeten, 2.pol. Charlier, Coupez, C. van der Straeten 2 - 2.pol. Glimm

Brussels IHC:

Brankář: Roger Van der Straeten-Ponthoz.

Obránci: Louis Desmeth - Henri van den Bulcke.

Záložník: F. Charlier (C).

Útočníci: Étienne Coupez - Clément van der Straeten-Ponthoz - Fernand de Blommaert.
Berliner SC:

Brankář: Rhom.

Obránce: Glenk.

Záložníci: Franz Lange - Andrew Pitcairn-Knowles.

Útočníci: Werner Glimm - Hans Jakemann - Lagk (C).

### Finále
Brussels Ice Hockey Club -  Club des Patineurs de Paris 1:8 (0:3, 1:5)
19. března 1910 (22:00) - Brusel

Branky: 1:5 Coupez - 0:1 MacDonald (as. de De Rauch), 0:2 MacDonald, 0:3 Laflèche, 0:4 MacDonald, 0:5 MacDonald, 1:6 MacDonald, 1:7 De Rauch, 1:8 MacDonald.

Brussels IHC:

Brankář: Roger Van der Straeten-Ponthoz.

Obránci: Louis Desmeth - Henri van den Bulcke.

Záložník: F. Charlier (C).

Útočníci: Étienne Coupez - Clément van der Straeten-Ponthoz - Fernand de Blommaert.
CP Paris

Brankář: Maurice del Valle.

Obránci: Alexandre Clarke - Raymond Mézières (C).

Záložník: "Erreip" (Pierre vzhůru nohama ...).

Útočníci: Alfred de Rauch - A. J. MacDonald - Robert Masson.